# 티머니
티머니(영어: T-money)는 (주)티머니에서 발행하는 대한민국의 선불 교통카드이다. 대한민국에서 교통카드 및 전자화폐로 사용할 수 있는 스마트카드이며, 캐시비와 함께 수도권 지역이 주 사용 지역이다. 수도권 이외에서는 대전광역시, 세종특별자치시, 계룡시, 제주특별자치도, 경상북도 북부 지역이 주 사용 지역이다.
2004년 7월 1일 서울특별시가 대중교통 체계를 개편하면서 신형 교통카드로 티머니가 처음 도입되었다. 티머니의 발급자는 서울특별시에서 35%, LG CNS에서 30%를 출자하여 (주)한국스마트카드를 설립했으며 설립 과정에서 특혜를 받았다는 의혹이 제기되고 있다. 최근 교통비 결제 이외에 교통 마일리지 서비스, 유통 결제 서비스 등 부가 서비스를 단계적으로 확대하고 있으며 아이폰 에서  유일하게 사용이 가능하다.

## 역사
- 2003년 10월 6일 :(주)한국스마트카드 설립
- 2004년 4월 22일 : 하이 서울 페스티벌에서의 공개 투표를 통해 신 교통카드의 명칭을 티머니로 확정지었다.
- 2004년 6월 14일 : 티머니를 사용할 수 있는 신형 단말기가 버스와 지하철에 설치되었다. 신형 단말기에서 오류가 다수 발견되어 새 대중교통 시스템의 시행을 연기해야 한다는 의견이 있었다.
- 2004년 7월 1일 : 서울특별시의 새로운 대중교통 시스템이 작동을 시작하였다. 하지만 첫날 시스템의 오류로 인해 전체 대중교통 수단이 무료로 개방되었다.
- 2004년 11월 1일 : 스마트 티머니 카드 판매 시작
- 2004년 11월 10일: 경상북도 안동시 시내버스에서 티머니를 이용할 수 있게 됨
- 2005년 10월 1일 : 경상북도 포항시 시내버스에서 탑티머니 개통에 따라 티머니를 이용할 수 있게 됨
- 2005년 10월 16일 : 인천광역시 시내버스에서 티머니를 이용할 수 있게 됨
- 2005년 11월 1일 : 제주특별자치도 시내버스·공항버스에서 티머니를 이용할 수 있게 됨
- 2005년 12월 6일 : 스마트 티머니의 인터넷 충전 서비스를 시작
- 2006년 11월 13일 : 경기도내 시내버스에서 티머니를 이용할 수 있게 됨
- 2007년 3월 1일 : 비자캐시 코리아에서 운영하던 대전광역시 교통카드 사업권을 티머니 운영 업체인 (주)한국스마트카드에서 인수
- 2007년 6월 1일 : 충청남도 천안시, 아산시 시내버스에서 티머니를 이용할 수 있게 됨
- 2007년 7월 1일 : 경상북도 포항시에서 기존 탑티머니에서 티머니로 변경 개통
- 2007년 7월 1일 : 경기도 내 마을버스에서도 티머니를 이용할 수 있게 됨
- 2007년 8월 10일 : 서울 시티패스 플러스 스마트 티머니 카드 판매
- 2007년 11월 1일 : 강원도 원주시, 횡성군 시내버스에서 티머니를 이용할 수 있게 됨
- 2008년 2월 3일 : 서울특별시의 공항버스에서도 티머니를 이용할 수 있게 됨
- 2008년 3월 25일 : (주)한국스마트카드, (주)이비카드, (주)마이비 3사가 교통카드 단말기에 대한민국 표준 기술을 채택
- 2008년 5월 1일 : 경기도내 시외버스·공항버스에서도 티머니를 이용할 수 있게 됨
- 2009년 1월 1일 : 강원도 강릉시 시내버스에서 티머니를 사용할 수 있게 됨
- 2009년 1월 10일 : 부산광역시 시내버스 및 부산 도시철도에서 티머니를 이용할 수 있게 됨
- 2009년 1월 10일 : 전라남도 목포시, 여수시, 광양시 시내버스에서 티머니를 이용할 수 있게 됨
- 2009년 6월 1일 : 보령시 교통카드 환승제 도입에 따라 충청남도내 시내버스에서 티머니를 이용할 수 있게 됨
- 2009년 6월 4일 : (주)한국스마트카드와 카드넷 간 교통카드 호환 협약 체결
- 2009년 6월 8일 : 강원도 강릉시 내에 있는 편의점에서 티머니 충전 서비스 시작
- 2009년 9월 1일 : 울산광역시 시내버스에서 티머니를 사용할 수 있게 됨
- 2010년 2월 1일 : 전라북도 시내버스에서 티머니를 이용할 수 있게 됨
- 2010년 5월 1일 : 영주시 시내버스 및 시외버스에서 티머니를 이용할 수 있게 됨
- 2010년 10월 1일 : 순천시 시내버스에서 티머니를 이용할 수 있게 됨
- 2010년 12월 1일 : 창원시 시내버스에서 티머니를 이용할 수 있게 됨
- 2011년 1월 1일 : 김천시와 구미시 시내버스에서 티머니를 이용할 수 있게 됨
- 2011년 2월 14일 : 대전광역시의 시내버스 및 대전 도시철도, 갑천도시고속도로에서 티머니를 이용할 수 있게 됨, 동시에 비자캐시코리아에서 발행하던 한꿈이카드를 단종하고 티머니 기반 카드로 교체 발급
- 2011년 3월 10일 : 강원도 춘천시 시내버스에서 티머니를 이용할 수 있게 됨
- 2011년 5월 21일 : 부산-김해-양산 간 상호 광역 환승제 실시로, 양산시의 시내버스에서 티머니를 이용할 수 있게 됨
- 2011년 6월 17일 : 충청북도내 시내버스에서 티머니를 이용할 수 있게 됨
- 2011년 8월 16일 : 대구광역시와 경산시 시내버스 및 대구 도시철도에서 티머니를 이용할 수 있게 됨
- 2011년 9월 1일 : 경상북도 상주시·문경시 시내버스에서 교통카드제를 실시함과 동시에 티머니를 도입
- 2011년 11월 25일 : 팝티머니 출시
- 2012년 5월 11일 : 진주시 시내버스에서 티머니를 이용할 수 있게 됨
- 2012년 6월 : 대전광역시의 공용 자전거인 타슈에 티머니 사용이 가능해짐
- 2012년 7월 1일 : 경상북도 예천군 농어촌버스에서 교통카드제를 실시함과 동시에 티머니를 도입
- 2012년 7월 26일 : 2011년부터 2012년 7월 25일까지는 KT LTE 단말기에선 캐시비 애플릿이 선 탑재된 USIM카드만 사용할 수 있었으나 기술 문제가 해결되면서 티머니 애플릿을 선 탑재한 USIM카드 발급 시작[3]
- 2012년 8월 1일 : 전라남도 고흥군 농어촌버스에서 교통카드제를 실시함과 동시에 티머니를 이용할 수 있게 됨
- 2012년 8월 24일 : 부산광역시 부산진구 부전동 서면역 인근에 부산 고객센터 설치[4]
- 2012년 12월 27일 : 대중교통 안심카드 출시.[5]
- 2013년 4월 1일 : 세종특별자치시 시내버스, 기존 마이비카드에서 티머니로 변경 개통[6]
- 2013년 12월 11일 : 경상북도 의성군 농어촌버스에서 교통카드제를 실시함과 동시에 티머니를 도입
- 2014년 1월 1일 : 경상북도 울진군, 전라남도 강진군·구례군 농어촌버스에서 교통카드제를 실시함과 동시에 티머니 도입
- 2014년 1월 1일 : 전라남도 함평군 농어촌버스에서 티머니를 이용할 수 있게 됨
- 2014년 6월 21일 : 국토교통부가 추진하는 "One card, All pass" 정책에 따른 전국호환 티머니, 팝카드 출시
- 2014년 11월 1일 : 경상북도 안동시 시내버스에서 기존 탑티머니 인수와 동시에 티머니로 변경 개통
- 2014년 11월 1일 : 주 사용지역이 아닌 호환 사용지역에서 지불한 금액도 T-마일리지가 적립되도록 개선[7]
- 2014년 11월 29일 : 부산교통공사 부산 도시철도 역사 내 교통카드 무인 충전기에서 티머니를 충전할 수 있게 됨
- 2014년 12월 30일 : 티머니로 한국도로공사의 고속도로 통행료를 지불할 수 있게 됨
- 2014년 12월 30일 : 기존 티머니와 전국호환 티머니로 한국철도공사 철도역 매표소에서 승차권을 구입할 수 있게 됨[8]
- 2015년 4월 30일 : 마이너스 서비스 폐지
- 2016년 1월 30일 : 강원도[9] 및 광주광역시 시내버스, 광주 도시철도에서 티머니를 이용할 수 있게 됨[10]
- 2016년 8월 25일 : CU 제휴 티머니 출시[11]
- 2016년 12월 16일 : 전라남도 곡성군, 영광군, 장흥군 농어촌버스에서 티머니를 이용할 수 있게 됨
- 2017년 3월 8일 : 경상남도 김해시 시내버스에서 티머니를 이용할 수 있게 됨[12]
- 2025년 7월: 아이폰과 애플워치로도 대중교통 탑승이 가능해질 예정[13]
- 2025년 7월 22일: 애플페이 출시

## 시스템 오류
- 2008년 12월 11일에 방송된 MBC 불만제로에서 대중교통 환승 오류에 대해 방송하였다. 당시 한국스마트카드의 카드 단말기에서 GPS 수신 불량으로 인한 승하차 위치 오류로 인하여 환승시 추가요금이 부과되는 상황을 보도했다.

## 기술
보급형 티머니는 구형 유패스(서울교통카드)와 같이 마이페어(Mifare) 클래식 기반의 메모리카드이며, 스마트(고급형) 티머니는 IC(Integrated Circuit, 집적회로) 기반 스마트카드이다. 스마트 티머니에 사용된 KS X 6923은 ISO 14443에 기반을 두고 있어서, ISO 14443 표준을 따르고 있는 다른 교통 카드 시스템과 호환이 가능하다. 그러나 사용자 카드 및 단말기 관련 표준이 제정되기 전에 출시되었으므로 다른 부분은 표준을 따르지 않고 있다.
보급형 티머니는 2005년 이후 더 이상 발행하지 않고 있다.

## 종류
- 보급형 티머니 : 2004년 7월 1일 출시 초기에 발행되었던 카드이다. 기능 및 시스템상 기존의 교통 카드인 유패스와 구형 이비카드와 다르지 않다.[14] 현재는 단종되었고 스마트 티머니로 대체되어 더 이상 발행되지 않는다. 보급형과 기능이 동일한 휴대전화 고리형 카드도 판매되었으나, 마찬가지로 단종되었다. 스마트 티머니와 달리 순수한 교통전용 카드였으며, 2013년에 출시한 버스/도시철도 전용(택시 및 유통사용 불가)의 대중교통 안심카드가 보급형의 자리를 대체하고 있다.
- 스마트 티머니 : 2004년 12월에 출시되었고 중앙처리장치를 탑재한 스마트 카드다. 신형 한꿈이카드를 포함하여 현재 발행 및 유통되는 티머니 카드는 모두 스마트 티머니다. 스마트 티머니는 사용액을 계산하여 T-마일리지를 0.2% 적립하며, 전월 5만 원 이상 사용해야 적립된다.
- 인터넷 티머니 : 전용 온라인 충전기를 통하여 온라인으로 충전할 수 있는 티머니이다. 소량 제조되어 현재 단종되었다.
- 티머니 플러스 : 자기띠를 부착하여 별도의 현금영수증 카드로 사용할 수 있다. 현재는 단종되었다.
- 티머니 마이너스 : 카드 잔액이 부족하더라도 서울특별시의 시내버스·수도권 전철을 1회 승차할 수 있다. 서울이 아닌 다른 지역에서 승차하거나 환승 땐 마이너스 승차가 불가능하다. 한국스마트카드 본사에서만 4,000원에 판매하였다. 2015년 4월에 마이너스 기능이 폐지되었다.
- 기타 : 휴대전화 고리형, 미니카드형 등이 있다.
- 모바일 티머니 : NFC, 혹은 금융기능이 있는 SIM 카드를 휴대전화에 탑재하여 사용하는 교통카드 서비스로 SK텔레콤과 KT, LG유플러스에서 서비스하고 있다. 오프라인 충전이 불가능하다고 오해하는 사용자가 다수 있는데, 타 플라스틱카드와 마찬가지로 오프라인 충전소에서 수수료 없이 충전할 수 있다. 안드로이드는 설치하면 선후불 모두 가능하나 애플은 의 모바일티머니 앱을  설치해도 스티커를 붙여야 사용을 할수 있으며 비싼 온라인 충전 수수료가 문제시되고 있다.[15]
- 전국호환 티머니 : 국토교통부의 "One card, All pass" 정책을 따라 출시된 전국호환 규격 카드다. 팝카드·서울 시티패스·한꿈이카드의 형태로도 전국호환 카드를 출시했으며, 대중교통안심카드도 원 카드 올 패스 인증형으로 교체됐다.
- 대중교통 안심카드: 2013년에 출시한 교통전용 카드로, 시내버스/마을버스/도시철도에서만 사용이 가능하다. 티머니 홈페이지에 환불 정보를 우선 등록한 후, 분실했을 때 신고하여 사용을 정지하는 방식이다. 규격이 바뀐 현재는 원 카드 올 패스 인증형으로 발행 중이다.

## 청소년 · 어린이 카드
청소년·어린이 할인카드의 경우 구입 즉시 할인 운임이 적용되나 구입후 최초 사용일로부터 10일 이내에 티머니 웹사이트 보관됨 2004-10-24 - 웨이백 머신에서 청소년·어린이 할인카드 등록을 하여야 한다. 등록하지 않으면 최초로 사용한 날에서부터 10일 이후부터 일반 운임이 지불된다.
이 과정에서 다수의 액티브엑스 설치를 요구함과 동시에 사용하기 까다로운 아이핀·휴대전화 인증으로 인하여 청소년·어린이 할인 등록이 불편하다는 민원이 상당수 제기되었다. 이에 대한 회피책으로 ㈜한국스마트카드는 팩스를 통한 할인 등록 방법을 제시하였다. 티머니 웹사이트에서 청소년·어린이 할인 등록 양식 을 다운로드하여 고객센터로 팩스를 보내면 1영업일 내에 할인 정보가 등록된다.
하지만 이후로도 불편 민원이 계속되자, 2015년 3월부터 티머니 할인 등록 방법을 티머니 웹사이트, 서울·인천 수도권 전철 역사, 시중 편의점에서 생년월일만을 등록하는 형태로 바꾸어 청소년·어린이 우대권종 등록 과정이 대단히 단순하게 바뀌게 되었다. 따라서 "통합권종" 카드 구입 시, 구입한 편의점에서 즉시 할인 등록을 할 수 있게 되었다.
타 교통카드와 마찬가지로 티머니의 청소년·어린이 할인 우대 기준은 각각 만 19세 생일, 만 13세 생일이다. 등록시 입력한 생일이 지나면 이후부터 자동으로 각각 일반 운임, 청소년 운임이 지불된다.

## 무임용 교통카드
- 서울특별시 (2008년 10월 15일~), 인천광역시 (2009년 5월 1일~), 충청남도 (2010년 8월 1일~), 대전광역시 (2015년 4월 13일~) 지역 등에 거주하고 있는 장애인, 국가유공자, 65세 이상 노인들에게 발급하고 있다.

### 서울특별시
| 카드이름                | 발급사                             | 비고 |
| ----------------------- | ---------------------------------- | ---- |
| (어르신용)체크카드      | 신한은행-신한카드에서 발급         | 선불 |
| (어르신용)단순 교통카드 | 신한은행, 동 행정복지센터에서 발급 | 선불 |
| (장애인용)단순 교통카드 | 신한은행, 동 행정복지센터에서 발급 | 선불 |

### 인천광역시
| 카드이름                         | 발급사                                     | 비고 |
| -------------------------------- | ------------------------------------------ | ---- |
| (시니어 프리패스)체크카드        | 신한은행-신한카드에서 발급                 | 선불 |
| (시니어 프리패스)단순 교통카드   | 신한은행, 읍, 면, 동 행정복지센터에서 발급 | 선불 |
| (장애인용 프리패스)단순 교통카드 | 신한은행, 읍, 면, 동 행정복지센터에서 발급 | 선불 |

### 대전광역시
| 카드이름                         | 발급사                     | 비고 |
| -------------------------------- | -------------------------- | ---- |
| 대전광역시 교통복지카드 체크카드 | 하나은행-하나카드에서 발급 |      |

## 티머니 장착 체크카드
- 신한카드: 틴즈플러스 PONEY 체크카드(마스터카드/국내전용 비후불형)
- KB국민카드: 영 유스 체크카드, 주니어라이프 체크카드, 티머니 체크카드[17]
- 중소기업은행: 나의 알파 그린 체크카드
- 새마을금고: 카카오페이 체크카드
- 우정사업본부: 영리한 플러스 마스타(비후불형), 어디서나 비자(비후불형), 행복한 체크카드(비후불형), 개이득 비자(비후불형), 우리동네플러스 체크카드

## 구입장소
- 수도권 전철 서울교통공사 관할 역사·대전 도시철도[18] 역사 내
- 경기·서울·인천·대전·세종 등지의 가두 판매대와 같은 지정 충전소
- CU, 세븐일레븐, 스토리웨이, GS25,  이마트24 와 교통카드 충전이 가능한 기타 중소및 개인 편의점

## 환불
환불 업무를 처리할 수 있도록 지정된 편의점에서는 정상 작동하는 카드에 충전된 금액이 2만원 이하인 경우, 수도권 전철 역사에서는 5만원 이하일 때 수수료(500원)를 공제하고 충전된 금액과 카드를 함께 반환한다. 정상 카드에 충전된 금액이 그 이상이거나 고장 카드, 또는 SIM카드 단독 상태인 모바일티머니는 대행 편의점이나 본사에 접수하면 카드를 회수하여 환불한다. 최초 충전일로부터 2년 이내에 고장난 카드는 카드 구입 대금과 잔액을, 파손된 카드는 잔액만 환불받을 수 있다.

## 잔액 이체
환불 업무를 처리할 수 있도록 지정된 편의점 또는 수도권 전철 역사에서 잔액을 보낼 카드의 잔액이 2만 원 이하인 경우에만 가능하다. 단, 부분 이전이 불가능하여 전액 이전만 가능하다. 환불과 달리, 잔액이전 수수료는 없다.

## 사용
- 보급형 티머니: 수도권에서 대중교통 운임만 지불할 수 있다.
- 스마트 티머니 · 티머니 플러스

교통카드제를 시행하지 않는 영양, 청송, 옹진(영흥도, 790번 제외),  교통카드제를 시행하지만 정식 호환이 안 되는 진도를 제외한 나머지 지역에서는 모두 사용이 가능하다.
- 고속버스 취급사 (단, 일부 회사는 취급을 안 할수도 있으니 주의 해야 한다.)

| 권역             | 취급사 |
| ---------------- | --- |
| 경기도           | KD운송그룹, 경기공항리무진버스, 경남여객, 경진여객, 금강고속, 동양고속, 용남고속, 진흥고속, 태화상운, 화성고속 |
| 강원특별자치도   | 강원고속, 강원여객, 강원흥업, 대한교통, 동해상사, 영암고속 |
| 충청북도         | 경일여객, 코리아와이드대성, 새서울고속, 서울고속, 충북리무진, 친선고속 |
| 충청남도         | 금남고속, 삼흥고속, 중부고속, 충남고속, 한양고속 |
| 전북특별자치도   | 남원여객, 대한고속, 대한관광리무진, 안전여객, 전북고속, 전주고속, 호남고속 |
| 전라남도         | 광신고속, 광우고속, 금호고속, 동광고속. 동방고속, 오동운수, 옥주여객 |
| 경상북도         | 경북고속, 경산버스, 금아고속관광앤경주시티투어, 금아리무진, 금아여행, 아성고속, 아진고속, 코리아와이드진안, 천마고속 |
| 경상남도         | 거제현대고속, 거창고속, 경남고속, 경원여객, 경전여객, 고려여객, 김해여객, 남흥여객, 대한여객, 동아여객, 동일고속, 밀성여객, 부산교통, 세원, 신흥여객, 영화여객, 창원고속, 천일여객, 푸른교통, 함양지리산고속, 해운대고속 |
| 결제 가능한 카드 | 신한카드, KB국민카드, NH농협카드, 하나카드, 삼성카드, 현대카드, 롯데카드, 비씨카드(우체국, 새마을금고, 수협은행, 전북은행, 광주은행, 우리카드)                                                                           |

## 충전
티머니는 다음 장소에서 충전할 수 있다.
- 수도권 전철·대전 도시철도·부산-김해 경전철·부산 도시철도 역사 내 무인 충전기, 인천국제공항철도 매표소
- 경기·서울·인천·대전·세종 등지의 가두 판매대와 같은 지정 충전소
- CU, 세븐일레븐, 스토리웨이, 미니스톱, GS25, 이마트24, 씨스페이스, IGA, 팝스토어 편의점
- 하나은행 자동화기기 (1만 원부터 현금충전은 1만 원 단위, 계좌이체는 1천원 단위 충전 가능)
- 우리은행 자동화기기 (1만 원부터 1천원 단위)[20]
- 신한은행, 제주은행 자동화기기 (1천원 단위, 신한은행만 현금/계좌 모두 가능)
- 우체국 자동화기기 (5천원부터 1천원 단위, 접촉 및 투입 겸용)
- NH농협은행, 농협, KB국민은행, 신협 자동화기기(1천원 단위로 계좌이체만 가능). 농협은 접촉식이지만 국민과 신협은 투입식이다.
- 환불 가능한 은행: 우리, 신한(2012년 2월부터 모바일 티머니 환불 불가), 제주, 하나, 우체국

## 관련 카드

1회용 교통카드

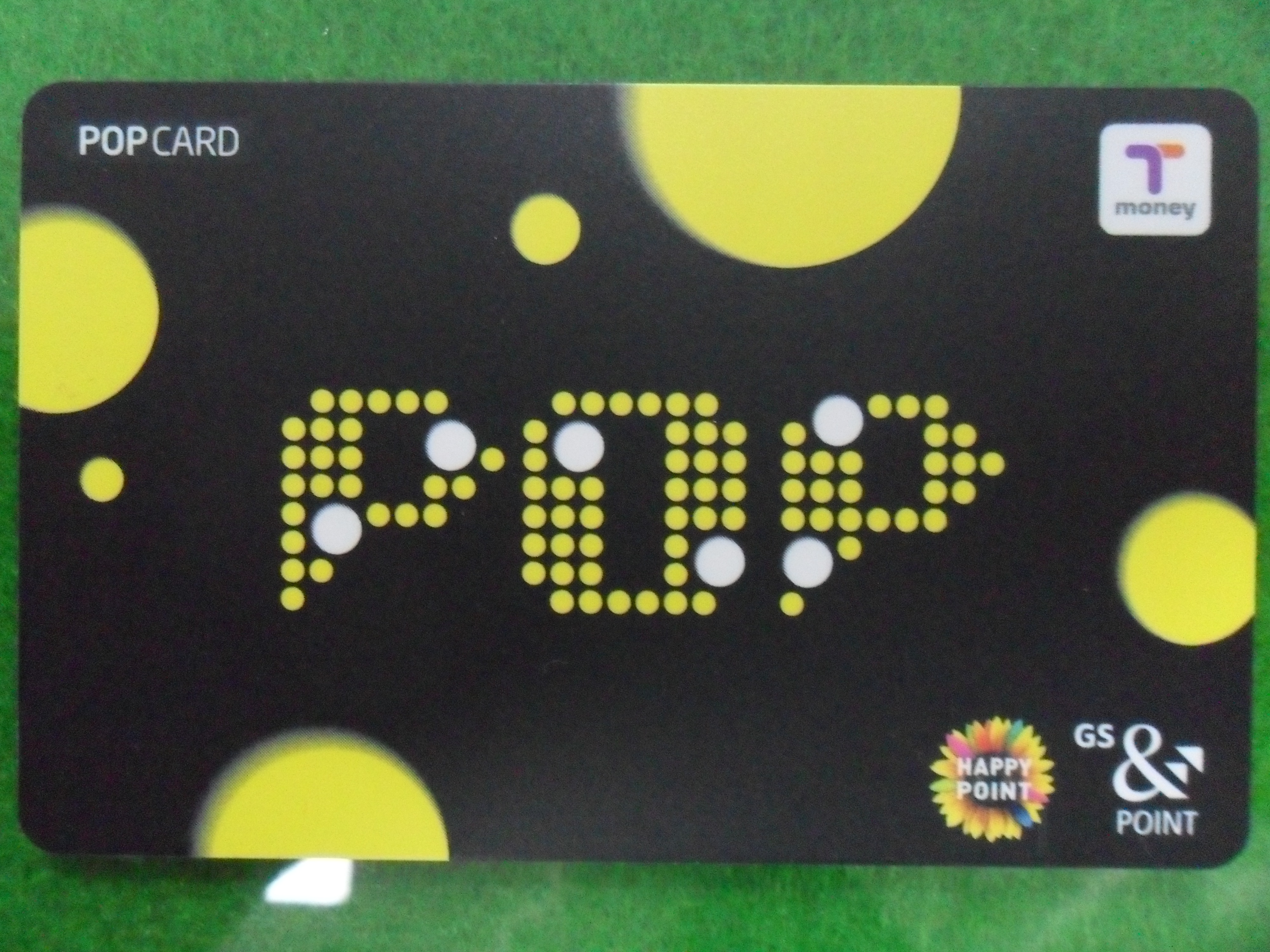
팝티머니

- 이비 티머니 : 이비카드에서 발행하였던 교통카드로, 경기도 및 인천광역시 지역의 버스정류소 인근 가두 판매대에서 구입할 수 있었다. 단종되었으며, 보급형 티머니와 그 기능이 동일하다.
- 서울 시티패스 보관됨 2011-02-01 - 웨이백 머신 : 수도권 광역전철, 서울, 인천 지하철 및 순환, 간선, 지선, 마을버스에서 사용이 가능하다. 1일 최대 30회까지 승차가 가능하며, 지정된 관광 안내소에서 1일권, 2일권, 3일권을 구입할 수 있다. 이 카드로 서울시티투어버스 탑승이 가능하다.
- 서울 시티패스 플러스 : 스마트 티머니에 서울 시티투어 버스에 승차시 운임을 5% 할인하여 준다. 한국철도공사 광역철도 역사 내 교통카드 충전기와 CU, GS25에서 판매하고 있으며, 스마트 티머니보다 500원 비싼 3,000원에 판매한다.
- 짱플러스 : 스마트 티머니에 홈플러스의 충전식 디지털 상품권 기능을 결합한 카드이며, 2011년 3월에 출시되었다. 전국 홈플러스 매장 고객서비스 센터에서 판매하며 고객서비스 센터에서 디지털 상품권과 티머니를 각각 별도로 충전할 수 있다. 스마트 티머니와 가격이 동일하다.
- 팝카드: 스마트 티머니에 GS25의 GS&포인트카드와 SPC그룹의 해피포인트카드 기능을 결합한 카드이며, 2011년 11월 25일에 출시되었다. 가격은 스마트 티머니와 동일하다. GS25 편의점에서 판매하며, "캐시비 세븐"과 마찬가지로, GS25의 특정 물품을 10% 할인하는 행사를 진행하고 있다.
- 한꿈이카드: 대전광역시에서 사용하던 MIFARE 구형 비자캐시 한꿈이카드가 2011년부터 단종되고, 티머니 기반 카드로 제작되고 있다. 스마트 티머니와 완전히 동일하다.
- 1회용 교통카드 : 기존 종이 승차권의 발권 비용을 감소하고 역무 자동화의 효율을 증대하기 위한 카드로, 2009년 5월 1일부터 기존의 종이 승차권을 대체하여 사용하고 있다. 티머니의 기술을 사용한 카드이나 수도권 전철에서만 사용이 가능하다. 카드를 회수하여 반복하여 사용하도록 고안되었다. 각 역에 설치된 1회용 발매·교통카드 충전기에서 구입할 수 있다. 구입시 운임 요금에 보증금 500원을 더한 가격에 발매하며, 1회용 교통카드로 역에서 하차한 후 보증금 환급기에 투입하면 보증금 500원이 환급된다. 사용자의 부주의로 파손되거나 분실된 카드의 보증금은 반환하지 않는다. 카드를 사용하지 않으면 그 운임은 발행일로부터 45일 이내에 한해 반환할 수 있다. 버스에서는 사용할 수 없다. 환승 통로가 없어서 소프트 환승 처리되는 서울역(● 수도권 전철 경의·중앙선)에서는 직접 환승이 불가능하여 1회용 교통카드를 한 번 더 구매해야 한다. 또한 수도권 광역급행철도에서는 기존 수도권 전철과 별개의 1회용 교통카드를 2024년 6월부터 시행한다. 따라서 교통카드 없이 기존 수도권 전철 노선을 이용하다가 수도권 광역급행철도로 환승하게 되면, 이 역시 서로 다른 1회용 교통카드를 한 번 더 구매해야 한다.
- 수도권 전철 정기권 : 티머니와 동일한 외형 및 구조를 가지고 있으나, 수도권 전철 정기 승차권으로만 사용할 수 있는 카드다. 수도권 전철 역사 역무실에서 구입할 수 있다. 시내버스에서는 사용이 불가능하다. 서울특별시 전용 정기권과 거리비례형 정기권으로 나누어 충전할 수 있으며, 구간을 잘 확인해야 한다. 이 정기권이 따릉이 및 시내버스로 확대된 카드가 기후동행카드다.
- 기후동행카드

## 같이 보기
- 2004년 서울특별시 버스 개편
- 수도권 전철
- 수도권 전철 정기권
- 유패스
- 한꿈이카드
- 팝카드